# オーツカ
株式会社オーツカ（英称：Otsuka Corporation Co., Ltd.）は岐阜県羽島郡笠松町にある不織布製造メーカー。

## 概要
1947年に岐阜県羽島郡笠松町西宮町にて、大塚紡績工場として創業した不織布メーカーである。紡績から始まり、現在は、ニードルパンチ機を利用した不織布の製造・販売を主として行っている。
初代社長である大塚重信は、岐阜県羽島郡笠松町西宮町で紡績の生産・販売を開始し、1963年に「株式会社大塚紡績工場」を設立、本社を岐阜県羽島郡笠松町門間へ移転した。
1982年に大塚重信から二代目社長の大塚恭史が就任し、1992年に「株式会社オーツカ」に社名変更した。